# Borotice (Příbrami járás)
Borotice település Csehországban, a Příbrami járásban. Borotice Nalžovice, Křepenice, Nový Knín, Drhovy, Drevníky, Chotilsko és Županovice településekkel határos. Lakosainak száma 426 fő (2024. január 1.).

## Népesség
A település lakosságának változását az alábbi diagram mutatja:
| Lakosok száma | 1003 | 1115 | 1001 | 637  | 408  | 322  | 369  | 378  | 408  | 426  |
|               | 1869 | 1890 | 1921 | 1950 | 1980 | 2001 | 2017 | 2019 | 2022 | 2024 |